# 2015年木球世界盃
2015年世界盃板球賽（英語：2015 Cricket World Cup），是第11屆板球世界盃，由澳洲及紐西蘭共同主辦，於2015年2月14日至3月29日舉行。共有14支队伍在14个场地进行了49场比赛。其中有26场在澳大利亚的阿德莱德、布里斯本、堪培拉、霍巴特、墨尔本、柏斯和悉尼举行。另有23场在新西兰的奥克兰、基督城、达尼丁、汉密尔顿、内皮尔、尼尔逊和惠灵顿举行。
澳大利亚和新西兰共同申请举办世界杯并在2011年板球世界盃上取得举办权，这也是澳大利亚和新西兰继1992年共同主办后第二次共同主办。印度传奇天后度卡被任命为本届世界杯的大使。
本届比赛共有14支队伍组成。其中英格兰、南非、印度、澳大利亚、斯里兰卡、巴基斯坦、津巴布韦、新西兰、孟加拉、西印度群岛因为是ICC（国际板球联合会）一级成员国而自动获得参赛资格。爱尔兰、阿富汗通过世界板球联盟锦标赛获得参赛资格。苏格兰、阿拉伯联合酋长国通过资格赛获得参赛资格。
14支队伍分成两组，A组由新西兰、澳大利亚、英格兰、斯里兰卡、苏格兰、孟加拉和阿富汗组成。B组由印度、巴基斯坦、南非、津巴布韦、西印度群岛、爱尔兰和阿联酋组成。小组前四名出线然后进行交叉淘汰直至冠军。
开幕式分别在新西兰和澳大利亚举行。共有42场小组比赛。其中阿富汗战胜苏格兰为该国历史上首次在世界杯取得胜利。传统强国及板球创始国英格兰在小组赛中被孟加拉挤出小组四强，爆出冷门。其他传统强国如愿进入了淘汰赛。其中印度和新西兰保持全胜。
在淘汰赛中，新西兰保持强势，力克劲旅西印度及南非进入了在墨尔本MCG（墨尔本中心板球场）进行的决赛。而澳大利亚则展现实力，在阿德莱德击败了巴基斯坦后又在悉尼大比数击败了卫冕冠军，此前保持不败的印度。